# Municipio de Alta (Kansas)
El municipio de Alta (en inglés: Alta Township) es un municipio ubicado en el condado de Harvey en el estado estadounidense de Kansas. En el año 2010 tenía una población de 236 habitantes y una densidad poblacional de 2,53 personas por km².

## Geografía
El municipio de Alta se encuentra ubicado en las coordenadas 38°7′43″N 97°38′39″O / 38.12861, -97.64417. Según la Oficina del Censo de los Estados Unidos, el municipio tiene una superficie total de 93.29 km², de la cual 93,05 km² corresponden a tierra firme y (0,26 %) 0,24 km² es agua.

## Demografía
Según el censo de 2010, había 236 personas residiendo en el municipio de Alta. La densidad de población era de 2,53 hab./km². De los 236 habitantes, el municipio de Alta estaba compuesto por el 95,34 % blancos, el 2,54 % eran de otras razas y el 2,12 % eran de una mezcla de razas. Del total de la población el 6,36 % eran hispanos o latinos de cualquier raza.